# 김법린

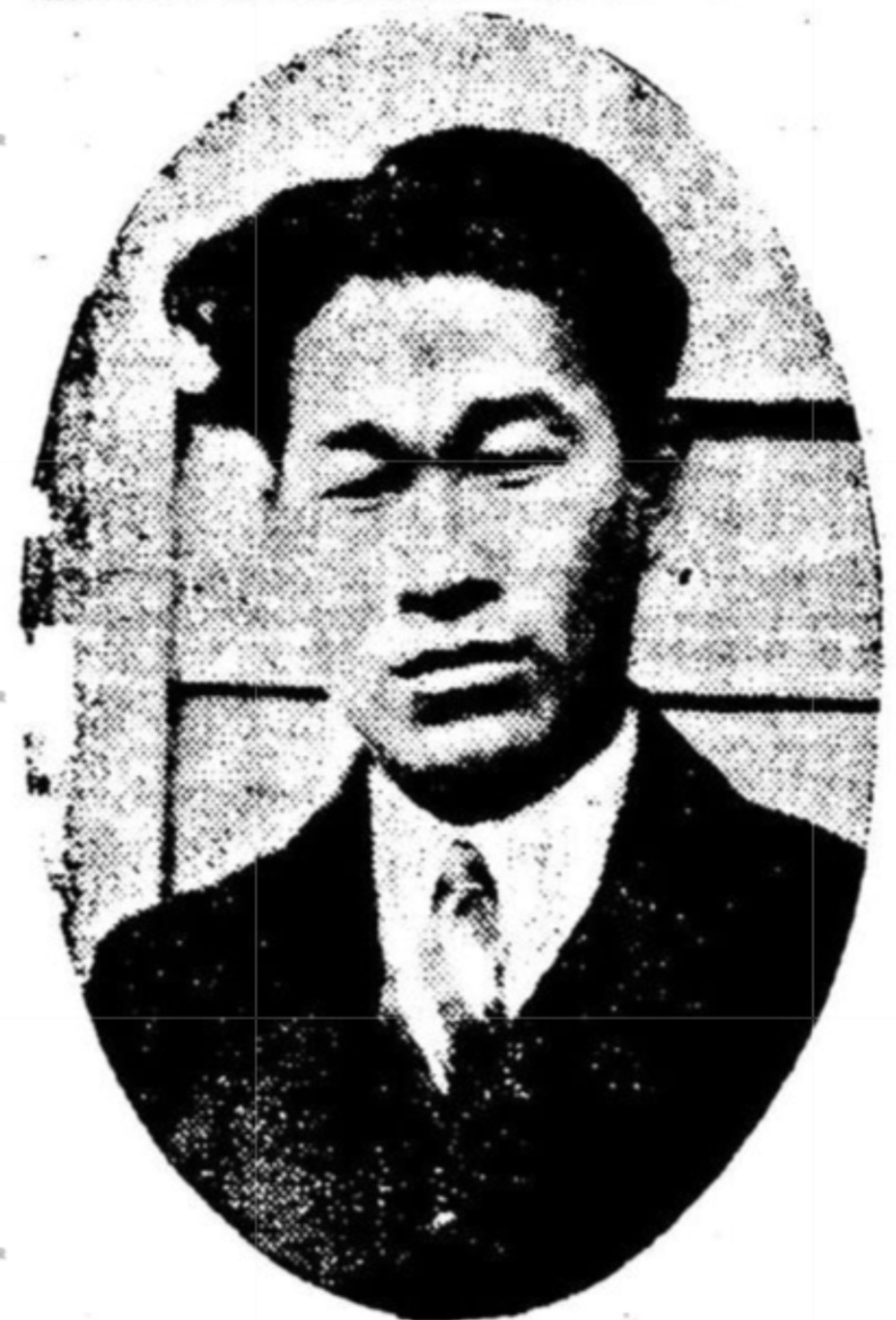

김법린(金法麟, 1899년 9월 27일(음력 8월 23일) ~ 1964년 3월 14일)은 일제 강점기의 불교 승려이자 독립운동가, 대한민국의 정무직 공무원이었다.

## 생애

### 생애 초기
경상북도 영천 출생이며 경상남도 동래에서 성장하였다. 불교 승려 출가 이후 법명을 범산(梵山), 필명을 김철아(金鐵啞)로 썼다. 14세인 1914년 은해사로 출가하고 이듬해 범어사의 명정학교 1년 과정을 마친 후 강원에서 사교과를 수료하였다. 그 뒤 신학문을 익히기 위해 서울의 휘문고보에 들어갔다가 1918년 불교중앙학림으로 편입하였다.

### 독립 운동
1919년 3·1 운동때 경성부에서 한용운으로부터 독립선언서를 받아 동래 범어사에서 만세운동을 주도하였다. 그는 3·1 운동이 일어나기 직전 범어사의 대표 자격으로 서울로 올라갔으며, 3월 4일 서울에서 만세운동이 일어나는 것을 보면서 범어사로 내려와 만세운동을 계획해 갔다. 그리하여 3월 18일 동래읍 장날을 기해 만세운동을 일으켰다.
그는 만세운동 후 경찰의 경계망을 피하여 1919년 4월 상하이로 망명하였다. 이때 그는 불교학교인 불교중앙학림 내에 설치된 한국민단본부(韓國民團本部)의 대표 자격으로 파견된 것이었다. 한국민단본부는 승려 백초월(白初月)을 중심으로 중앙학림 출신 승려 수십 명이 결성한 항일비밀결사로서 기관지 「혁신공보(革新公報)」를 발행하는 한편 군자금 수합활동을 전개하였다. 또한 민단본부에서는 대한민국 임시정부와 만주 등지에 부원(部員)을 파견하여 국외독립운동과의 연결을 꾀하였다.
이러한 임무를 띠고 상하이에 파견되었던 그는 대한민국 임시정부에 참가하여, 국내 파견원의 자격으로 1919년 5월경 다시 한국에 들어 왔다. 1919년 6월 대한민국 임시정부의 요청으로 1884년에서 1910년까지의 일제침략 자료를 수집, 정리하고 이를 복사하여 대한민국임시정부]에 전달하였다. 한국에서 그는 상하이의 대한민국임시정부를 비롯하여 국외 독립운동의 소식을 국내에 전달하기 위하여 「화신공보(華新公報)」를 발간하여 지방까지 배포하면서 선전활동을 전개하였다. 또한 만주로 넘어가 독립운동 기관지인 혁신공보를 발행하여 국내에 반입하였다. 안동현 육도구(六道溝)에 동광상점(東光商店)으로 위장한 독립운동 근거지를 마련하고 상하이의 신상완(申尙琓)과 백성욱, 한국의 김상헌(金尙憲) 등과 연락을 취하면서 승려들의 단결을 위해 노력하였다.

### 승려 활동
1920년 불교중앙학림을 졸업하고 백성욱·신상완·김대홍 등과 함께 상하이로 건너가 1920년 초 의용승군(義勇僧軍)을 계획하고 한국에 들어왔으나 사전에 동지가 피체됨으로써 다시금 상하이로 망명하였다. 의용승군 계획은 사전 발각되어 실천에 옮기지는 못하였으나, 전국의 승려들을 군사체제로 조직하여 조직적인 항일운동을 전개하기 위한 뜻에서 계획된 것이었다.
의용승군 계획이 좌절된 직후인 1921년 그는 프랑스로 유학을 떠났다. 승려로서 외국 유학을 떠나는 것이 쉬운 일이 아니었음에도 불구하고 그는 폭넓은 세계를 접하고 그 속에서 조국 독립의 길을 모색하기 위해 유학에 나선 것이었다.
그는 프랑스 파리 대학 문학부(文學部) 철학과에 재학하면서 한편으로 파리에 본부를 두고 있는 피압박민족대회(被壓迫民族大會)에서 한국 대표로 활약하였고, 서구의 자유사상을 연구하는 데 몰두하였다. 1926년 철학과를 졸업하고 프랑스 유학을 마친 그는 1928년 초에 귀국하였다. 1928년 백성욱·김상호 등과 함께 불교청년회의 중흥을 도모하였고, 1929년 1월 조선불교 선교양종승려대회를 개최하여 불교의 자주화를 위해 헌신하였다. 1929년 봄 조선어학회가 주관하는 조선어사전편찬회의 준비위원으로 참가하였다.
이렇듯 표면활동과 함께 비밀결사를 통하여 독립운동을 전개하였으니, 그것이 만당(卍黨)의 결사운동이다. 만당은 불교계 민족운동의 지도자인 한용운의 지도 아래 김법린과 조은택·박창두 등 승려들이 1930년 5월에 조직한 강렬한 항일비밀결사였다. 이러한 만당은 일본의 식민지 정책을 배척하였고, 정교분리(政敎分離), 불교의 대중화, 불타정신의 구현을 주장하며 경남 사천의 다솔사(多率寺)를 근거지로 비밀투쟁을 전개하였다. 만당은 국내뿐 아니라 일본 도쿄에까지 지부를 설치하였는데 김법린은 1930년 도쿄지부의 책임을 맡으면서 고마자와(駒澤)대학에서 불교를 연구하고 1931년 도쿄에서 조선청년동맹을 조직하여 독립운동을 펼쳤다. 1933년부터는 다솔사를 비롯하여 해인사·범어사 등에서 교학을 강의하는 한편, 독립정신을 높이는 데 힘을 쏟았다.
그런데 만당의 조직이 1938년 말 일경에 발각됨으로써 그는 주요 인물로 수배령을 받고 있는 터여서 1938년 경상남도 진주에서 검거 투옥되었다.
출옥 후 얼마 안 있어 1942년 10월 조선어학회 사건에 연루되어 경찰에 다시 피체되었다. 이때 일제에 피체된 회원은 그를 비롯하여 32명에 달했는데, 이들은 일제의 취조과정에서 '불로 지지기', '공중에 달고 치기', '비행기 태우기' 등 이루 형언할 수 없는 악형의 고문을 2년 넘게 당하다가 1945년 1월 16일 함흥지방법원에서 징역 2년에 집행유예 4년을 받았다.

### 광복 이후
해방을 맞은 1945년 겨울, 불교중앙총무위원에 선출되어 당시 미군정장관 존 하지 장군을 만나 일본인 승려들이 거주했던 사찰을 종단에서 인수할 수 있도록 요청하였다. 김구가 모스크바 3상회담에 반발, 강력한 반탁운동을 추진하자 12월 30일 결성된 신탁통치반대 국민총동원위원회 위원이 되었다.
그 뒤 동국학원의 이사장이 되었고, 1948년 3월 미 군정청 군정장관 딘 소장으로부터 5·10 총선거를 관리하기 위한 중앙선거위원회 위원에 임명되었다. 1949년 8월 20일 민족진영강화위원회 상무위원에 선출되었고,1952년 문교부장관에 임명되었다. 1953년 유네스코 한국위원회 위원장이 되었고, 제3대 민의원으로 활약하는 등 정치에도 참여하였다. 1959년 원자력원장을 맡았고, 1963년 동국대학교 총장이 되어 인재양성과 교육에도 남다른 열의를 보였다. 그러나 1964년 66세의 나이로 별세하였다.
그 외에도 입법의원의원, 대한국민감찰위원, 고시위원장, 경성불교전문학교 교수, 범어사불교전문강원 원감을 역임하였다.

## 사후
- 대한민국 정부에서는 고인의 공훈을 기리어 1995년에 건국훈장 독립장을 추서하였다.
- 2008년 8월 학술지 ‘한국사 시민강좌’ 하반기호(43호)에서 대한민국 건국 60주년 특집 ‘대한민국을 세운 사람들’ 을 선발, 건국의 기초를 다진 32명을 선정할 때 문화, 종교, 언론 부문의 한사람으로 선정되었다.[3]

## 역대 선거 결과
|  | 33.71% |

|  | 48.39% |

|  | 47.48% |

## 같이 보기
- 한용운
- 송만공
- 이춘성
- 이종욱

## 참고 자료
- 김법린 : 독립유공자 공훈록 - 국가보훈처[깨진 링크]
- 김법린 - 대한민국헌정회
- 부다피아
- 명치백년사총서(김정명) 제1권 분책 398면
- 일제침략하한국36년사(국사편찬위원회) 제8권 704면
- 한국독립운동사(문일민) 97·174면
- 독립운동사(국가보훈처) 제3권 187·189·338·883·884면
- 독립운동사(국가보훈처) 제8권 501·869·873∼875·880∼882·890·892·999·1011·1015면
- 독립운동사(국가보훈처) 제9권 177·262면
- 동아일보(1928. 1. 16, 3. 23)

| 전임 백낙준 | 제3대 문교부 장관 1952년 10월 30일 ~ 1954년 4월 20일 | 후임 이선근 |

| 전임 장면 (임시) | 제1대 유네스코 한국위원회 위원장 1952년 10월 30일 ~ 1954년 4월 20일 | 후임 이선근 |